# Lista comunelor din Chlef

Harta Algeriei cu provincia Chlef evidențiată

Din provincia Chlef fac parte următoarele comune:
- Abou El Hassan
- Aïn Merane
- Bénairia
- Beni Bouateb
- Beni Haoua
- Beni Rached
- Boukadir
- Bouzeghaia
- Breira
- Chettia
- Chlef
- Dahra
- El Hadjadj
- El Karimia
- El Marsa
- Harchoun
- Harenfa
- Labiod Medjadja
- Moussadek
- Oued Fodda
- Oued Goussine
- Oued Sly
- Ouled Abbes
- Ouled Ben Abdelkader
- Ouled Fares
- Oum Drou
- Sendjas
- Sidi Abderrahmane
- Sidi Akkacha
- Sobha
- Tadjena
- Talassa
- Taougrite
- Ténès
- Zeboudja